# Фридрикс, Иван Иванович
Иван Иванович Фри́дрикс (Фредери́кс) (4 (15) мая 1766 — 2 (14) августа 1828) — барон, подполковник артиллерии, кавалер ордена святого Владимира 4-й степени, владелец мызы Домашово. Брат Андрея, Александра, Густава и Петра Фридриксов (Фредериксов).

## Биография
Представитель баронского рода Фридриксов (Фредериксов). Родился в 1766 году в семье придворного банкира Екатерины II Ивана Юрьевича Фридрикса и Регины-Луизы (Ирины) Захарьевны Христинек. Седьмым из девяти детей.
После смерти отца в 1779 году Иван унаследовал мызу Домашово в Ямбургском уезде Санкт-Петербургской губернии.
- 1782—1783 годы — поручик Преображенского полка
- 1784—1785 годы — капитан Артиллерийского корпуса
- 1786—1789 годы — капитан Бомбардирского полка Артиллерийского корпуса
- В 1789 году был удостоен ордена святого Владимира 4 степени
- 1790—1796 годы —  майор артиллерии, заседатель Верхнего земского суда
- Вышел в отставку подполковником[4]

С 1798 по 1802 год Иван Иванович избирался депутатом Дворянского собрания от Ямбургского уезда.
Умер в 1828 году.

## Семья
Жена — Дарья Фёдоровна Фокина (1777—06.03.1847).
Дети:
- Александр Иванович Фредерикс (1788—1848)
- Мария Ивановна Фредерикс (Овсянникова) (1797—1877)
- Анна Ивановна Фредерикс (1800—1871)[6]

По другим данным:
Жена — баронесса Ядвига-Элеонора Мальтиц (Гедвига Элеонора фон Мальтиц) (17.07.1764–03.10.1838).
Дети:
- Александр Иванович Фредерикс (1788—02.02.1843)
- Павел Иванович Фредерикс (1802—19.09.1855)[7]